# Пам'ятки історії Дубровицького району
У Дубровицькому районі Рівненської області нараховується 30 пам'яток історії.
| №  | Назва                                                 | Адреса                                                             |
| -- | ----------------------------------------------------- | ------------------------------------------------------------------ |
| 1  | Пам'ятник воїнам-односельчанам                        | с. Бережки                                                         |
| 2  | Пам'ятник воїнам-односельчанам                        | с. Бережниця (Дубровицький район)                                  |
| 3  | Пам'ятник воїнам-односельчанам                        | с. Берестя                                                         |
| 4  | Кладовище воїнів радянської армії та партизанів       | с. Висоцьк                                                         |
| 5  | Пам'ятник воїнам-односельчанам і жертвам УБН          | с. Висоцьк                                                         |
| 6  | Кладовище воїнів радянської армії та партизан         | м. Дубровиця, вул. Комуністична                                    |
| 7  | Могила радянського підпільника О. О. Кренько          | м. Дубровиця, громадське кладовище                                 |
| 8  | Пам'ятник воїнам-односельчанам                        | с. Залужжя                                                         |
| 9  | Пам'ятник воїнам-односельчанам                        | с. Колки                                                           |
| 10 | Пам'ятник воїнам-односельчанам                        | с. Лютинськ                                                        |
| 11 | Пам'ятник воїнам-односельчанам                        | с. Мочулище                                                        |
| 12 | Пам'ятник воїнам-односельчанам                        | с. Нивецьк                                                         |
| 13 | Пам'ятник воїнам-односельчанам                        | с. Орв'яниця                                                       |
| 14 | Пам'ятник воїнам-односельчанам і жертвам УБН          | с. Осова                                                           |
| 15 | Могила радянського воїна А. Ф. Шанкіна                | с. Селець                                                          |
| 16 | Пам'ятник воїнам-односельчанам і жертвам УБН          | с. Селець                                                          |
| 17 | Пам'ятник воїнам-односельчанам і жертвам УБН          | с. Удрицьк                                                         |
| 18 | Пам'ятник воїнам-односельчанам і жертвам УБН          | с. Миляч                                                           |
| 19 | Братська могила воїнів радянської армії               | с. Бережниця (Дубровицький район), біля школи                      |
| 20 | Кладовище воїнів польської армії                      | м. Дубровиця, міське кладовище                                     |
| 21 | Пам'ятний знак землякам, які загинули у ВВВ           | с. Шахи, північна частина кладовища                                |
| 22 | Пам'ятний знак землякам, які загинули у ВВВ           | с. Тумень, біля приміщення сільської ради                          |
| 23 | Пам'ятник воїнам-землякам                             | с. Великі Озера                                                    |
| 24 | Могила партизана Мальцева М. С.                       | с. Шахи                                                            |
| 25 | Могили воїнів російської армії                        | м. Дубровиця, північна частина громадського кладовища              |
| 26 | Братська могила воїнів УПА                            | с. Бережниця (Дубровицький район), 1 км на північний схід від села |
| 27 | Місце стоянки 2-ї партизанської бригади Каплуна С. П. | с. Жадень, 3 км на схід від села, в лісі урочище «Прусся»          |
| 28 | Могила К. П. Хомич                                    | с. Партизанське                                                    |
| 29 | Братська могила воїнів УПА                            | с. Висоцьк-Вербівка (біля кордону з Білоруссю)                     |
| 30 | Меморіальна дошка жертвам комуністичного режиму       | м. Дубровиця, на колишньому будинку НКВД                           |